# Moulin de Bauvran
Le moulin de Bauvran  est un ancien moulin à vent de la commune du Croisic, dans le département français de la Loire-Atlantique.

## Présentation
Peu d'anciens moulins à vent subsistent sur le territoire du Croisic. Le moulin de Bauvran date du XVIe siècle. De type « petit pied », il provient originellement du quartier des moulins (groupe scolaire). Le propriétaire du parc de Penn-Avel sauve le moulin de Bauvran en rachetant les pierres et en remontant l'ensemble sur le littoral de la côte sauvage à quelques encablures de son site originel vers 1893. Désormais sans ailes, le moulin devient un belvédère d'agrément.

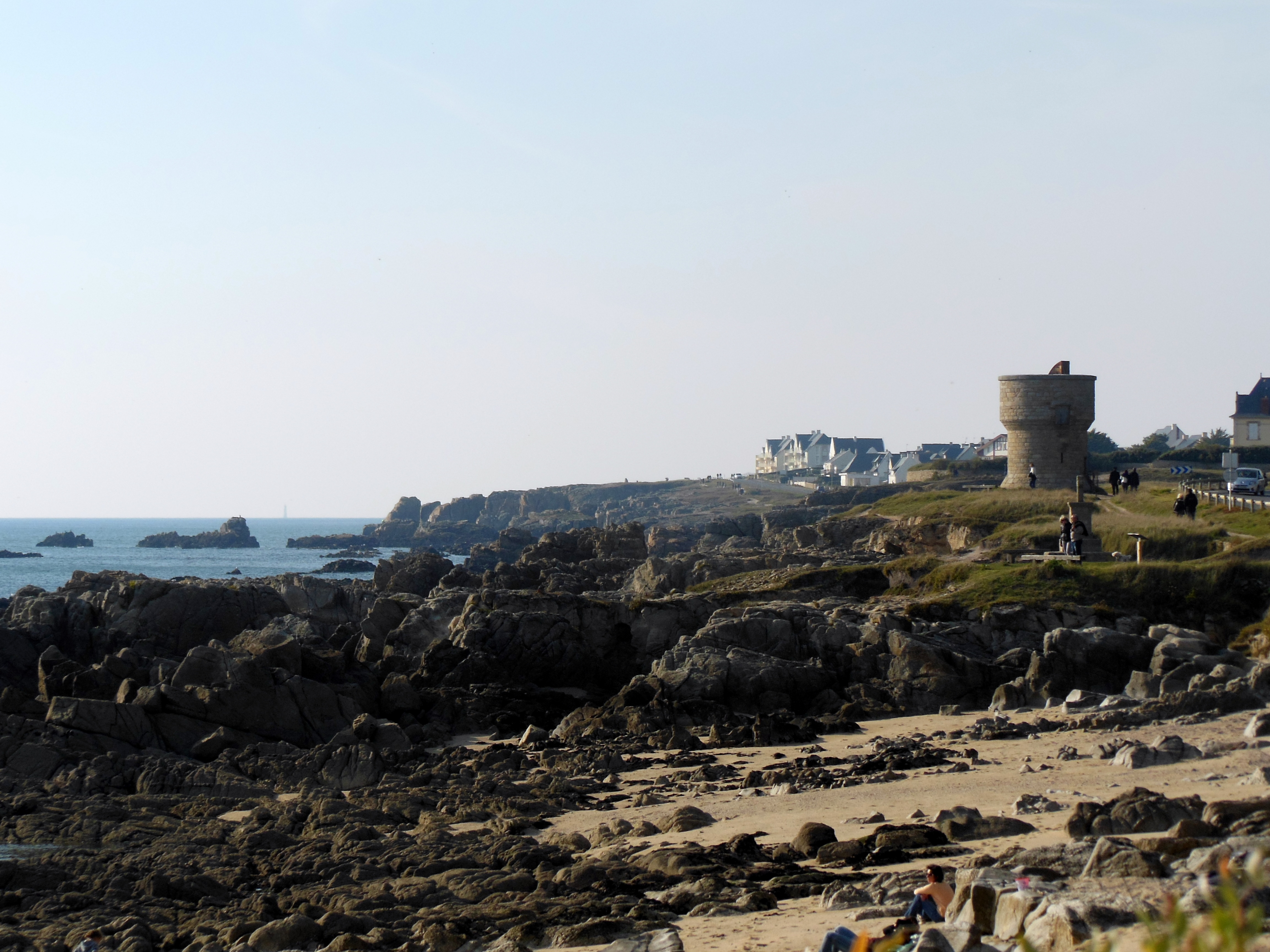
Le moulin, belvédère sur la côte sauvage